# Aktion Demokratischer Fortschritt
Die Aktion Demokratischer Fortschritt (ADF) war eine kurzlebige Kleinpartei in der Bundesrepublik Deutschland, ein Aktionsbündnis mehrerer Parteien und Initiativen links der SPD, das sich erfolglos an der Bundestagswahl 1969 beteiligte.

## Vorgeschichte
Vor Gründung des Aktionsbündnisses war der Wille manifest geworden, durch ein Volksfront-Bündnis von Gewerkschaftern, sogenannten Friedensfreunden, Sozialisten und Kommunisten ein Wahlbündnis für die Bundestagswahl 1969 zu schmieden, das Chancen versprach, die Fünfprozenthürde zu überspringen. Die SPD beurteilte dieses Bündnis damals als „eindeutig unter deutsch-kommunistischen Vorzeichen“ stehend. Andere sahen in diesem Zusammenschluss einen Versuch, die Schwächen der gerade erst neugegründeten DKP durch eine klassische kommunistische Bündnispolitik zu tarnen.
Die Gründung einer Partei ging auf Vorüberlegungen des Gießener Kreises um Werner Hofmann, den Direktor des soziologischen Instituts der Universität Marburg, am 4. Mai 1968 zurück. An dieser Zusammenkunft beteiligt waren Vertreter linksdemokratischer Gruppierungen, der Kampagne für Demokratie und Abrüstung, des Sozialistischen Büros sowie die ehemalige Bundestagsabgeordnete der KPD Grete Thiele und der Jurist Helmut Ridder (Gießen). Das Treffen stand im Zusammenhang mit dem Widerstand gegen die Notstandsgesetze. Dabei wurden „Grundgedanken für einen Aufruf zur Bildung eines Wahlbündnisses“ zu den Bundestagswahlen 1969 diskutiert.
Am 1. Juli 1968 wurde auf einer Pressekonferenz in Bonn von Werner Hofmann namens des Gießener Kreises ein Aufruf zu einem Wahlbündnis für 1969 vorgestellt. Zu den ersten Unterzeichnern gehörten die Marburger Politologen Wolfgang Abendroth, Ossip K. Flechtheim, der Philosoph Ernst Bloch, der ehemalige Bundestagsabgeordnete der SPD Arno Behrisch, die Literaten Max von der Grün, Peter Rühmkorf, Günter Wallraff, Martin Walser, der Publizist Gösta von Uexküll und der Essayist Fritz J. Raddatz. Ferner die Juristen Heinrich Hannover und Walther Ammann, die Theologen Martin Niemöller und Herbert Mochalski sowie Betriebsräte, Gewerkschaftsfunktionäre, verschiedene AStA-Vorsitzende und der Parteikader der DKP Grete Thiele.

## Gründungskongress
Am 2. November 1968 tagte ein Gründungskongress mit 2.000 Teilnehmenden in Dortmund und verabschiedete ein Aktionsprogramm mit Blick auf die Bundestagswahl 1969. Es erfolgte die Wahl eines aus 160 Personen bestehenden Rates sowie eines Geschäftsführenden Ausschusses. Zu den Protagonisten zählten neben den Erstunterzeichnern vom 1. Juli 1968 weitere Mitglieder des Direktoriums der DFU, wie Renate Riemeck, Lorenz Knorr, Pfarrer Heinrich Werner, Karl Graf von Westphalen, der damalige Präsident des VVN Joseph Cornelius Rossaint und die Bundesvorsitzende der Deutschen Friedensgesellschaft Hannelis Schulte. Offizielle Delegationen seitens der APO und SDS-naher Studentenbünde fehlten beim Gründungskongress. Auch fand sich hier niemand, der die kommunistischen Parteien des Ostblocks wegen ihres Einmarsches 1968 in die Tschechoslowakei zu kritisieren wagte. Eine solche Kritik kam auch nicht aus den Reihen der Jahre zuvor aus der SPD verdrängten Gruppe von Linksmarxisten um Wolfgang Abendroth, die jahrelang eine nichtkommunistische, linke Alternative zur SPD angestrebt hatten. Seitens der Süddeutschen Zeitung wurde angemerkt, dass die Vertreter orthodox-kommunistischer Parteien, wie KPD und DKP, während des Gründungskongresses „sehr, sehr zurückhaltend“ agiert hätten, um linken und liberalen Nichtkommunisten, denen die Dominanz von KP-Leuten absehbar unheimlich erschienen wäre, den Beitritt zum Linksbündnis zu erleichtern.
Im Rahmen des Kongresses wurde ein Aktions- und Wahlbündnis für die Bundestagswahl 1969 beschlossen. Organisatorisch wurde ein aus 162 Mitgliedern bestehender Rat und ein 20-köpfiger Arbeitsausschuss gebildet. In diesem Ausschuss, der eigentlichen Kommandozentrale des Bündnisses, hatten bewährte Kader der DKP, von DFU und BdD die Mehrheit. Darunter waren Helmut Bausch, ehemaliger Absolvent der SED-nahen Parteihochschule Karl Marx, Ex-Parteivorstand der KPD sowie später in der Bundeswahlkampfleitung der DFU aktiv. Außerdem Hans Brender, KPD-Mitglied seit 1945, Mitglied im Präsidium des BdD, der als nunmehriger Hauptorganisator der ADF zum Verwalter von Konto und Anschriftenliste des neuen Bündnisses bestimmt wurde.

## Konstituierung als Partei
Die Konstituierung als Partei fand am 7. Dezember 1968 im Haus Sindlingen in Frankfurt am Main statt, um die wahlgesetzlichen Voraussetzungen für die Beteiligung am Bundestagswahlkampf zu erfüllen. 231 stimmberechtigte Delegierte wählten ein 80 Personen umfassendes Parteipräsidium, dem unter anderem Werner Bartsch, Arno Behrisch, der Nürnberger Betriebsratsvorsitzende Artur Fritz, Werner Hofmann und dem stellvertretenden Bundesvorsitzender der SDAJ Erwin Seel, Grete Thiele sowie Karl Freytag aus Stuttgart angehörten. Gewählt wurde zudem ein 55-köpfiger Parteivorstand. Der geschäftsführende Parteivorstand bestand aus acht Präsidiumsmitgliedern, zwei gewählten Sekretären des Präsidiums, dem Schatzmeister und fünf gewählten Parteivorstandsmitgliedern. Zum 1. Januar 1969 verfügte die Partei über ein Büro in Bonn.
Inhaltlich war die Partei stark kommunistisch geprägt. Explizit wandte man sich gegen eine Beschränkung des Rechts auf Kriegsdienstverweigerung und trat gegen die Aufhebung der Verjährungsfrist für Kriegsverbrechen ein; außerdem sollten angebliche Vorbereitungen auf die Produktion von bakteriologischen und chemischen Waffen eingestellt werden. Beabsichtigt war, nach dem Muster einer Volksfrontpartei eine parlamentarische Basis für Vertreter der Außerparlamentarischen Opposition zu schaffen. Obwohl als offenes Wahlbündnis angelegt, dominierten Mitglieder kommunistischer Gruppen. Die ADF wurde wesentlich vom Bund der Deutschen (BdD), der Deutschen Friedens-Union (DFU), der gerade gegründeten DKP, der SDAJ, dem Fränkischen Kreis, der VVN, der Westdeutschen Frauenfriedensbewegung (WFFB) und der Vereinigung unabhängiger Sozialisten (VUS) getragen. In den linksextremistischen Kreisen war eine enge Zusammenarbeit der Kommunisten und „bürgerlichen Linken“ umstritten.
Die Wahlvorschläge der ADF wurden in allen 248 bestehenden Wahlkreisen angenommen; ihre Landeslistenvorschläge von den Landeswahlausschüssen in allen zehn Bundesländern zugelassen. Schon bei Gründung war beabsichtigt, in Arbeiterzentren, also etwa im Ruhrgebiet und an der Saar, explizit kommunistisch geschulte Mitglieder als Wahlkreis-Kandidaten zu rekrutieren.
Die Voraussetzungen nach der Bundeswahlordnung sah der Bundeswahlausschuss als erfüllt an, obwohl die ADF-Parteimitglieder zugleich Mitglieder in den sie konstituierenden Parteien blieben, zumal die Satzung der ADF diese doppelte Parteimitgliedschaft ausdrücklich nicht ausschloss.

## Ergebnis der Bundestagswahl 1969

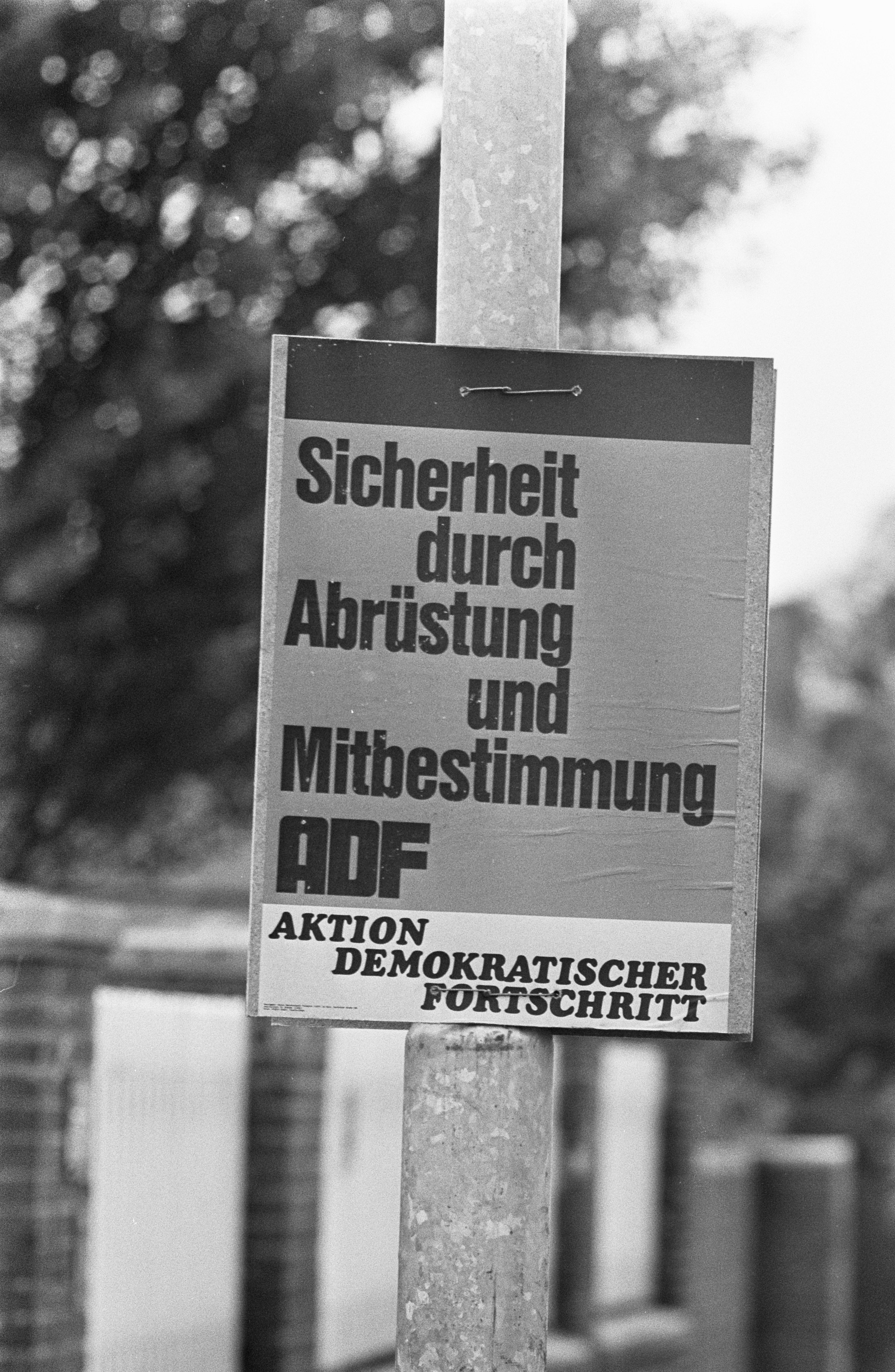
ADF-Plakat zur Bundestagswahl 1969 in Nordhorn

Bei der Bundestagswahl am 28. September 1969 erreichte die ADF einen Zweitstimmenanteil von 0,6 % (197.331 Stimmen). Die besten Ergebnisse erzielte sie in Bremen mit 1,5 % sowie in Hamburg und dem Saarland mit jeweils 1,2 %. Da ab einem Zweitstimmenanteil von bundesweit mehr als 0,5 Prozent die staatliche Erstattung der Wahlkampfkosten vorgenommen wird, erhielt die ADF aus dem Staatshaushalt 580.000 DM zurück.

## Anfechtung des Bundestagsergebnisses
Im Anschluss an die Bundestagswahl wurde diese von Herrn Wilhelm Driemel aus Bonn-Lengsdorf angefochten; der Klageführer vertrat die Auffassung, die ADF sei keine Partei, sondern ein taktischer Zweckverband, der von mehreren Einzelparteien nur deswegen auf den Weg gebracht worden wäre, um die 5 % Klausel bei den gültigen Zweitstimmen zu umgehen. Als Block hätten sich die Parteien dieser Wählergemeinschaft eine Chance ausgerechnet, die notwendige Stimmenzahl zu erreichen, um in den Bundestag einzuziehen. Nach der Bundestagswahl hätten sich die Parteien, die die Aktion Demokratischer Fortschritt bildeten, entschlossen, aufgrund des (für sie ungünstigen) Wahlausgangs doch lieber unabhängig voneinander agieren zu wollen. Dies alles lasse den Schluss zu, das Gesamtergebnis der Bundestagswahl 1969 sei gesetzeswidrig beeinflusst worden. Eine Nichtzulassung der ADF hätte, so der Anfechter, nicht zwangsläufig eine Wahlenthaltung der ADF-Wählerschaft zur Folge gehabt; vielmehr hätte diese ihr Kreuz bei einer anderen Partei gemacht, deren Stimmenzahl sich erhöht hätte. Dieser Auffassung schloss sich der zuständige Ausschuss für Wahlprüfung, Immunität des sechsten Deutschen Bundestages nicht an und verwarf den Wahleinspruch am 11. Dezember 1969.

## Auflösung nach der Bundestagswahl
Nach der Wahl hatte die DKP erklärt, künftig als eigenständige Partei in die Wahlkämpfe zu gehen und das Wahlbündnis ADF zu verlassen, dieses aber im Bedarfsfall, um linke Aktionseinheiten auf örtlicher und regionaler Ebene zu bilden, flexibel zu reaktivieren. Dies auch, um mit bekannten Persönlichkeiten gemeinsam außerparlamentarische Präsenz zu zeigen.
Allerdings löste sich nach dieser Wahlniederlage und als Folge des Todes des Parteigründers die ADF auf.

## Kandidaten der ADF zur Bundestagswahl 1969 (Auswahl)
- Beate Klarsfeld (Erreichte 644 Erststimmen oder 0,7 % als Direktkandidatin im Wahlkreis Waldshut. Ihr Gegenkandidat im Wahlkreis war Bundeskanzler Kurt Georg Kiesinger, den sie 1968 geohrfeigt hatte)[13]
- Werner Hofmann (Spitzenkandidat der Landesliste Hessen)
- Artur von Behr (Spitzenkandidat der Landesliste Niedersachsen)
- Arno Behrisch (DFU, Direktkandidat im Wahlkreis 114, Dortmund. Erreichte 0,8 % der Erststimmen)
- Franz Paul Schneider (Spitzenkandidat der Landesliste Bayern)
- Axel Azzola, späterer Wahlverteidiger von Ulrike Meinhof
- Robert Steigerwald, DKP-Politiker, kandidierte auf der Landesliste Hessen
- Kurt Erlebach, Generalsekretär der VVN und DKP-Politiker, kandidierte auf ADF-Landesliste Hamburg
- Hans-Werner Bartsch, Pfarrer und Hochschullehrer, kandidierte auf der Landesliste Hessen